# 620 pr. n. št.

## Smrti
- Senkamanisken, kralj nubijskega Kraljestva Kuš (* ni znano)